# George Batchelor
George Keith Batchelor (Melbourne, 8 marzo 1920 – Cambridge, 30 marzo 2000) è stato un matematico e fisico australiano noto per i suoi lavori sulla meccanica dei fluidi.
Fu per molti anni professore di matematica applicata presso l'Università di Cambridge, diventando il primo direttore del Dipartimento di Matematica Applicata e Fisica Teorica (DAMTP). Nel 1956 fondò l'influente Journal of Fluid Mechanics, che diresse per circa quarant'anni. Prima di Cambridge studiò alla Melbourne High School e all'Università di Melbourne.
Come matematico applicato (e per alcuni anni a Cambridge un collaboratore di Sir Geoffrey Taylor nello studio dei flussi turbolenti), era un forte sostenitore della necessità di comprensione fisica e solide basi sperimentali.
Il suo An Introduction to Fluid Dynamics (CUP, 1967) è ancora considerato un classico della materia, ed è stato ripubblicato nel 2000 a causa della domanda ancora presente. Diversamente dai libri di testo introduttivi di quell'epoca, presentava un approccio in cui le proprietà dei fluidi reali viscosi erano pienamente enfatizzate. Fu eletto membro onorario straniero dell'American Academy of Arts and Sciences nel 1959.
In sua memoria ogni quattro anni viene assegnato il premio Batchelor, dal Congresso internazionale di meccanica teorica e applicata.

## Premi e riconoscimenti
- Premio Adams nel 1950
- Medaglia Royal nel 1988
- Medaglia Timoshenko nel 1988

George Batchelor era membro della Royal Society dal 1957.